# Elaeodendron viburnifolium
Elaeodendron viburnifolium är en benvedsväxtart som först beskrevs av Antoine Laurent de Jussieu, och fick sitt nu gällande namn av Merrill. Elaeodendron viburnifolium ingår i släktet Elaeodendron och familjen Celastraceae. Inga underarter finns listade.